# Ospedaletti
Ospedaletti est une commune italienne de la province d'Imperia dans la région Ligurie en Italie, elle est réputée pour avoir le climat le plus doux de la côte Ligure (moyenne hivernale journalière de 14 degrés).

## Les Hospitaliers
Ospedaletti fut fondé par Foulques de Villaret qui, à la tête d'un groupe d'Hospitaliers de l'ordre de Saint-Jean de Jérusalem, fit naufrage devant la plage du Giunchetto (XIVe siècle). Tous les chevaliers furent sains et saufs et, pour remercier saint Jean Baptiste, l'église de San Giovanni Battista fut édifiée avec, à côté, un hospice destiné à fournir un logement aux pèlerins.

## Monuments et patrimoine

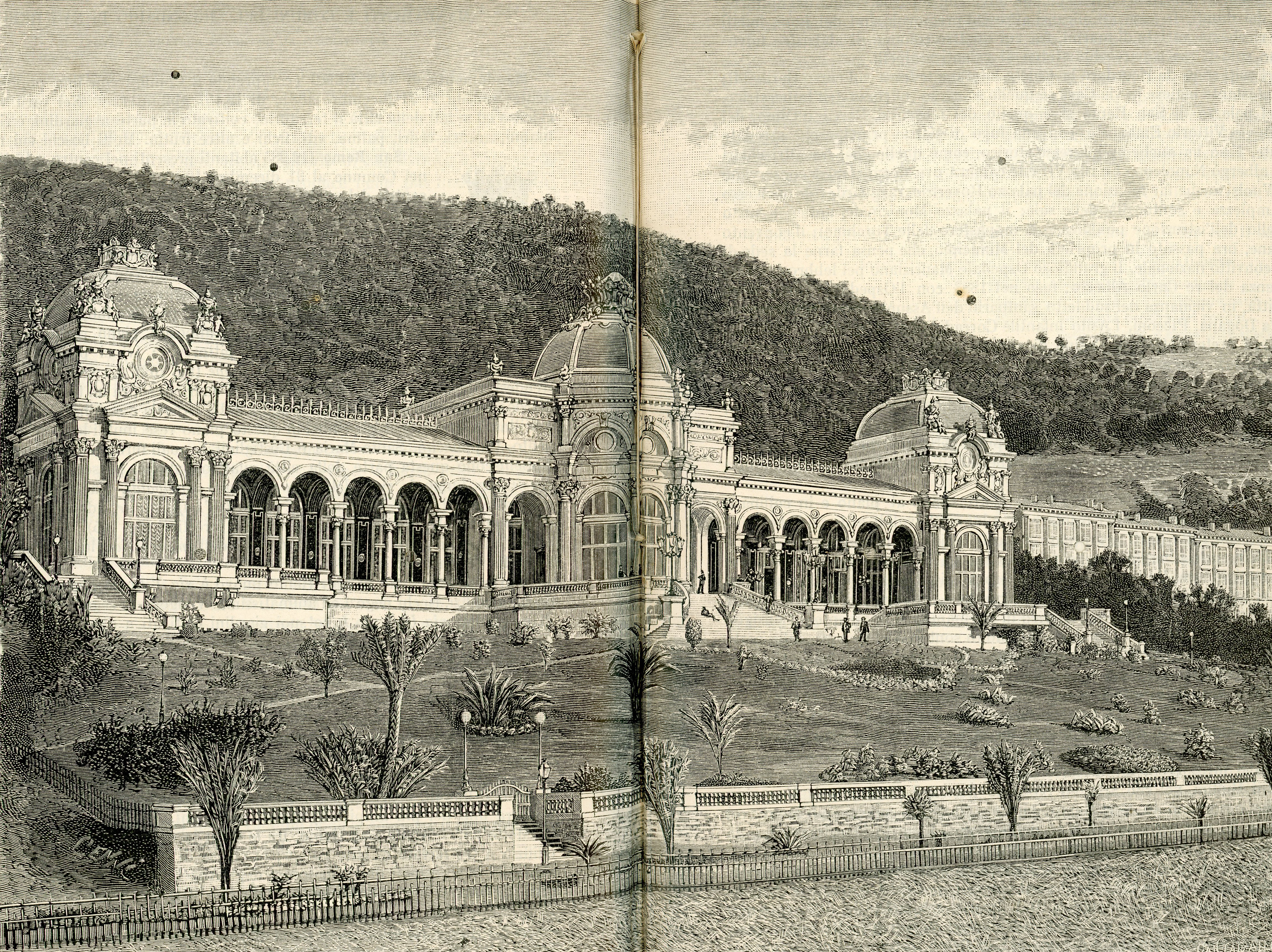
Villa La Sultana

- Villa La Sultana, édifice monumental à trois coupoles (début du XXe siècle) : siège du premier casino d'Italie de 1911 à 1924, fréquenté surtout par des aristocrates de l'Europe centrale.
- Circuit d'Ospedaletti (it) : ancien circuit urbain de Formule 1.
- Un plan du film Le Corniaud de Gérard Oury y a été tourné en 1964[2].

## Transport
La ville dispose d'un réseau d'autobus. Elle est le terminus historique du tramway côtier qui a circulé de 1913 à 1942 : le Tramway Ospedaletti-Sanremo-Taggia (it). Elle disposait d'une gare qui fut fermée en 2001.  La ligne ferroviaire fut transformée en piste cyclable en 2008. La ville est aussi desservie par un réseau de trolleybus côtier : le réseau de trolleybus de Sanremo (en).

## Administration
| Période                                  | Période | Identité | Étiquette | Qualité |
| ---------------------------------------- | ------- | -------- | --------- | ------- |
|                                          |         |          |           |         |
| Les données manquantes sont à compléter. |         |          |           |         |

### Hameaux
Porrine

### Communes limitrophes
Bordighera, Sanremo, Seborga, Vallebona

## Jumelages
Soulac-sur-Mer (France) depuis 1972